# Sudbina neukih
Sudbina neukih (ili sudbina neevangeliziranih) eshatološko je pitanje o konačnoj sudbini ljudi koji nisu bili izloženi nijednoj teologiji ili nauku, pa stoga nemaju mogućnost njezina prihvaćanja. Pitanje je zapravo da li će oni koji nikad nisu čuli za zahtjeve iskazane putem božanskog otkrivenja biti kažnjeni zbog nemogućnosti priklanjanja tim zahtjevima.
Ono se ponekad postavlja zajedno sa sličnim pitanjem o sudbini nevjernika. Razne vjerske predaje imaju različite odgovore na ovo pitanje; u kršćanstvu je sudbina neukih povezana s pitanjem o istočnom grijehu. Kršćani vjeruju, da za one koji nisu za života upoznali Boga, vrijede opći moralni zakoni i na temelju njih ovisi što će biti s nekom osobom nakon njene smrti. Kršćani vjeruju, da će se spasiti i oni ljudi, koji nisu upoznali Boga, ako su živjeli pošteno i čestito.
Budući da neki sugeriraju da rigidno čitanje religijskih tekstova zahtijeva oštru kaznu za one koji nikad nisu čuli za tu religiju, to se ponekad rabi kao argument protiv božjeg postojanja, a općenito je prihvaćeno da se radi o proširenju ili pododlomku problema zla.